# Mandeville House

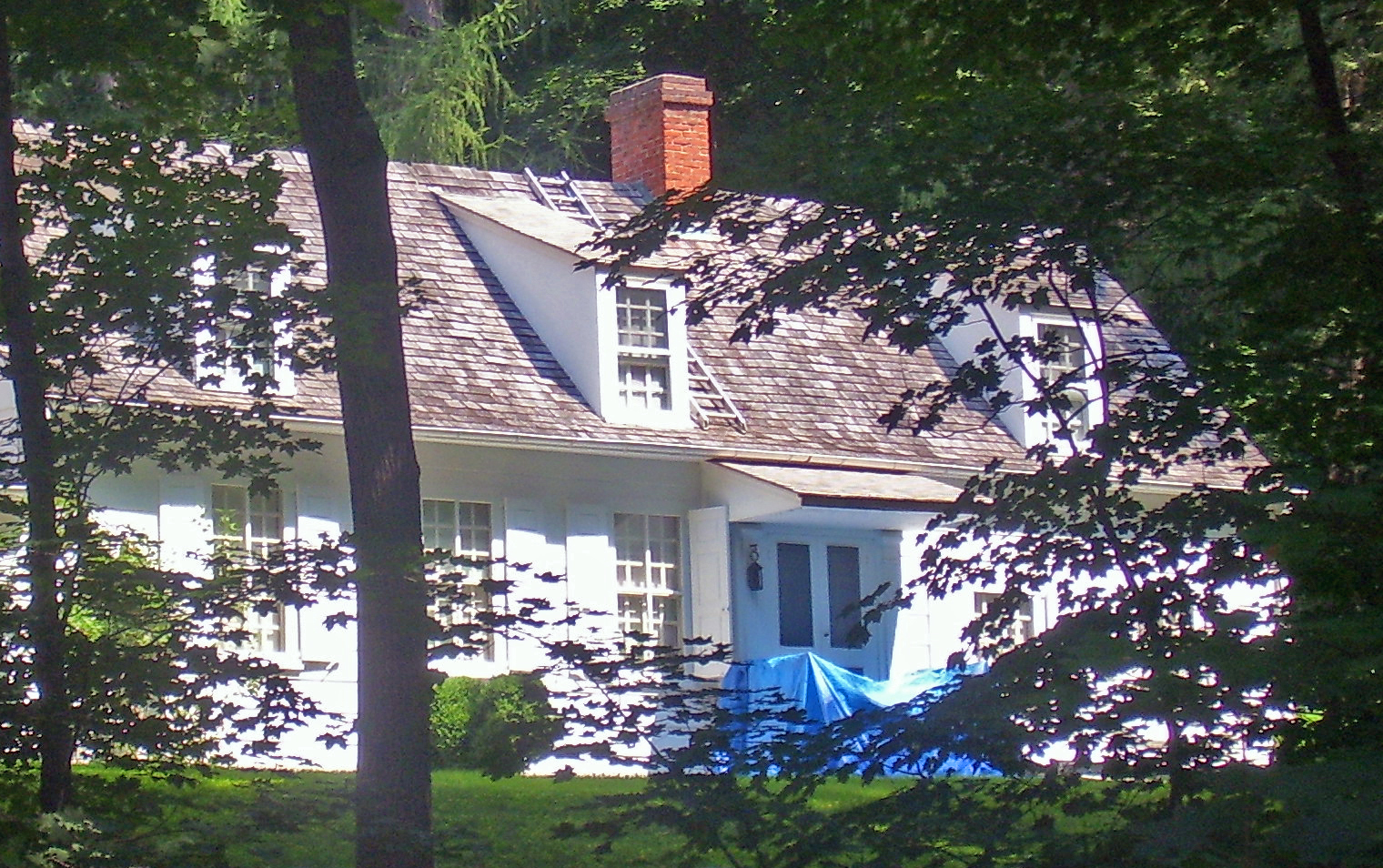
Teilansicht der Südseite (2008)

Das Mandeville House ist ein Wohnhaus an der Lower Station Road (Putnam County Route 12) in Garrison, New York, direkt westlich der Kreuzung mit New York State Route 9D und New York State Route 403. Es ist das älteste noch bestehende Haus im Ort und stammt aus dem Jahr 1735.
Während des Amerikanischen Unabhängigkeitskrieges hatte hier der Namensgeber des County, General Israel Putnam eine gewisse Zeit sein Hauptquartier. Ein späterer Bewohner war der Architekt Richard Upjohn, der hier in den letzten 25 Jahren seines Lebens lebte. Er erweiterte das Haus und gestaltete die Außenseite im neugotischen Stil, der einen Großteil seiner eigenen Arbeiten charakterisiert. Diese Umgestaltung wurde in den 1920er Jahren durch einen späteren Besitzer rückgängig gemacht, der das Aussehen des Hauses dem ursprünglichen Zustand annähern wollte. Am 23. November 1982 wurde das Mandeville House im National Register of Historic Places eingetragen.

## Bauwerk
Das Haus steht auf einem bewaldeten Grundstück, das nicht ganz zwei Hektar Fläche umfasst, direkte gegenüber von ähnlichen Gebäuden und Bauwerken aus der Zeit vor der Amerikanischen Unabhängigkeitskrieg, die zum Garrison Grist Mill Historic District gehören und hangaufwärts von Wilson House und der Metro-North-Station Garrisons. Es ist ein einstöckiges Haus mit acht Jochen, auf dessen Satteldach drei Dachgauben und zwei Kamine sitzen.
Die Hauptfassade umfasst sechs Joche, wobei sich der Haupteingang im dritten Joch von Osten her befindet. Er ist umgeben von einem Schutzdach und kannelierte Pilastern sowie eine kleine Treppenterrasse mit zwei Bänken im holländischen Stil. Es gibt mehrere Seitenflügel, einschließlich eines mit Kreuzgiebeln versehenen Hinterhauses und der an das Haupthaus mit einem überdachten Durchgang angeschlossenen Garage.
Ein Teil der Innenausstattungen und Wandvertäfelungen im Innern sind ursprünglich, etwa die Einfassung der offenen Kamine im Haupthaus. Der größte Teil der Ausstattung stammt jedoch aus den 1920er Jahren und ist im Colonial Revival gehalten.

## Geschichte
König Wilhelm III. gewährte 1697 das Land, auf dem sich das viel später errichtete Mandeville House befindet, als Schenkung an Adolphe Philipse, dessen Familie ein Großteil des heutigen Putnam Countys besaß. Philipse ist der erste namentlich bekannte Europäische Landbesitzer auf dem Gebiet der späteren Vereinigten Staaten. Achtunddreißig Jahre später pachtete 1735 Jacob Mandeville 160 Hektar Land auf dem Gebiet des heutigen Ortes Garrison, heiratete und erbaute vermutlich den ersten Teil des Hauses. Es bestand zu dieser Zeit aus dem heutigen Speisezimmer und dem Raum darüber. Ein Küchenanbau wurde später hinzugefügt und noch vor der Gründung der Vereinigten Staaten entstanden einige Zimmer im Obergeschoss.
Etwa zur selben Zeit erbte Beverley Robinson, der Gemeindevorsteher der nahegelegenen St. Philip’s Church in the Highlands das Anwesen. Er hatte in die Familie eingeheiratet. Sein Besitz wurde vom Staat New York beschlagnahmt, da er während des Unabhängigkeitskrieges als Loyalist mit der britischen Armee kollaborierte. Israel Putnam verwendete das Haus 1779 als Hauptquartier. Bei mindestens zwei Gelegenheiten wurde er hier von George Washington besucht, der auch die Nacht hier verbrachte.
Der Staat verkaufte das Anwesen mit dem Haus 1785 an Joshua Nelson, einen Schwiegersohn der Mandevilles. Dessen Familie veräußerte es in den 1840er Jahren an eine Frau mit dem Namen Brown, von der es 1852 Richard Upjohn erwarb.

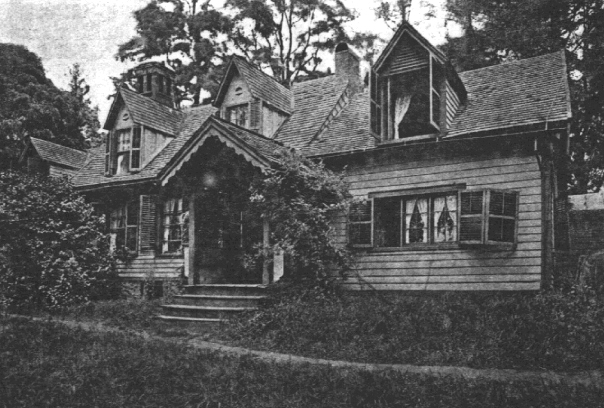
Neugotische Außenfassade, um 1912

Der Architekt war zu jener Zeit im mittleren Alter und ein gemachter Mann. Er suchte nach einem Ort, an dem er sich niederlassen würde, nachdem er sich aus seinem Architekturbüro in New York City zurückgezogen hatte. Er hatte den Neubau der Kirche entworfen, ebenso wie mehrere Wohnhäuser wie etwa Dick’s Castle, The Grove und Rock Lawn. Am Mandeville House nahm er viele Veränderungen und Erneuerungen vor, etwa die Bibliothek und die nördlichen Seitenflügel. Die Vorderseite des Hauses gestaltete er im neugotischen Stil um, was den Geschmack jener Zeit reflektierte.
Upjohn lebte bis zu seinem Tod 1878 in dem Haus. Seine Nachkommen erweiterten es um einige weitere Räume und blieben hier, bis sie es 1922 an Julian Benjamin, einem Nachfahren von Petrus Stuyvesant verkauften. Er und seine Frau entfernten Upjohns neugotische Fassade und erneuerten sie im Colonial Revival. Dabei verwendeten sie holländische Architekturelemente, wo es nur möglich war, etwa bei den Dachgauben. Von ihnen stammt auch der Anbau mit der Garage.
Benjamin starb 1953 und seine Frau vererbte das Eigentum schon bald an ihre Tochter Margaret Allan Gething. Als diese 20 Jahre später starb, bestimmte ihr Testament, dass ein Treuhandfonds zu gründen sei, der das Haus und ein anderes ihr gehörendes historisches Bauwerk in San Antonio als Heimatmuseum der Öffentlichkeit zugänglich machen muss.